# Ждрелни крајник
Ждрелни крајник (лат. tonsilla pharyngea) који се зове и трећи крајник, фарингеални крајник или аденоид је лимфоидно-епителни орган који се налази на горњем зиду носног дела ждрела. Највеће димензије достиже око пете или шесте године старости, а затим се постепено смањује и потпуно ишчезава око 25. године. У време када је потпуно развијен има овалан облик.
Ждрелни крајник је грађен од великог броја лимфних чворића. Површина му је неравна јер је пресецају тзв. крајничке јамице и крипте.
У случају патолошких промена, као што су увећање овог крајника, он може да узрокује сметње при дисању или да утиче на развој носне дупље, синуса, горње и доње вилице и евентуално грудног коша. Такође може да услови појаву инфекције која се може пренети на органе за дисање и на средње ухо преко Еустахијеве слушне тубе.